# التونسية (صحيفة)
التونسية (بالفرنسية: Attounissia)‏ هي يومية وطنية تونسية تصدر باللغة العربية، تأسست في ديسمبر 2011 من قبل نصر الدين بن سعيدة. ويقع مقرها الرئيسي في تونس العاصمة، وقد انطلقت النسخة الرقمية منها عام 2008.
وفي 12 مايو 2016، قام 21 صحفيا وثلاثة تقنيين باعتصامات أمام مقر الصحيفة تم على إثرها إغلاقها. حسب رئيس النقابة الوطنية للصحفيين التونسيين، ناجي البغوري، «رئيس التونسية أغلق الصحيفة ولم يدفع لموظفيها منذ شهر فبراير، بينما كان يخطط في نفس الوقت لإطلاق مجلة جديدة».

## وصلات خارجية
- (بالعربية) الموقع الرسمي